# Olympische Sommerspiele 1928/Rudern – Zweier ohne Steuermann
Die Ruderregatta im Zweier ohne Steuermann bei den Olympischen Sommerspielen 1928 wurde vom 2. bis 10. August auf der Ringvaart des Haarlemmermeerpolders ausgetragen.

## Ergebnisse

### 1, Runde

#### Lauf 1
| Rang | Nation          | Athleten                      | Zeit       | Anmerkung     |
| ---- | --------------- | ----------------------------- | ---------- | ------------- |
| 1    | Deutsches Reich | Bruno Müller / Kurt Moeschter | 8:14,2 min | Q, OB         |
| 2    | Frankreich      | André Pactat / Robert Guelpa  | 8:31,0 min | Hoffnungslauf |

#### Lauf 2
| Rang | Nation             | Athleten                                          | Zeit       | Anmerkung     |
| ---- | ------------------ | ------------------------------------------------- | ---------- | ------------- |
| 1    | Vereinigte Staaten | Paul McDowell / John Schmitt                      | 8:06,4 min | Q, OB         |
| 2    | Belgien            | Philippe Van Volckxsom / Carlos Van den Driessche | 8:15,0 min | Hoffnungslauf |

#### Lauf 3
| Rang | Nation         | Athleten                        | Zeit       | Anmerkung     |
| ---- | -------------- | ------------------------------- | ---------- | ------------- |
| 1    | Großbritannien | Robert Nisbet / Terence O’Brien | 7:56,2 min | Q, OB         |
| 2    | Schweiz        | Alois Reinhard / Wilhelm Müller | 7:58,4 min | Hoffnungslauf |

#### Lauf 4
| Rang | Nation      | Athleten                             | Zeit       | Anmerkung     |
| ---- | ----------- | ------------------------------------ | ---------- | ------------- |
| 1    | Italien     | Romeo Sisti / Nino Bolzoni           | 8:12,2 min | Q             |
| 2    | Niederlande | Carel van Wankum / Hein van Suylekom | 8:30,0 min | Hoffnungslauf |

### Hoffnungsläufe 1, Runde

#### Hoffnungslauf 1
| Rang | Nation     | Athleten                        | Zeit       | Anmerkung |
| ---- | ---------- | ------------------------------- | ---------- | --------- |
| 1    | Schweiz    | Alois Reinhard / Wilhelm Müller | 8:17,8 min | Q         |
| 2    | Frankreich | André Pactat / Robert Guelpa    | 9:01,8 min | elim,     |

#### Hoffnungslauf 2
| Rang | Nation      | Athleten                                          | Zeit       | Anmerkung |
| ---- | ----------- | ------------------------------------------------- | ---------- | --------- |
| 1    | Niederlande | Carel van Wankum / Hein van Suylekom              | 8:18,4 min | Q         |
| 2    | Belgien     | Philippe Van Volckxsom / Carlos Van den Driessche | 8:36,4 min | elim,     |

### Viertelfinale

#### Lauf 1
| Rang | Nation  | Athleten                        | Zeit       | Anmerkung |
| ---- | ------- | ------------------------------- | ---------- | --------- |
| 1    | Italien | Romeo Sisti / Nino Bolzoni      | 7:21,4 min | Q, OB     |
| 2    | Schweiz | Alois Reinhard / Wilhelm Müller | 7:29,2 min | elim,     |

#### Lauf 2
| Rang | Nation             | Athleten                        | Zeit       | Anmerkung |
| ---- | ------------------ | ------------------------------- | ---------- | --------- |
| 1    | Vereinigte Staaten | Paul McDowell / John Schmitt    | 7:12,0 min | Q, OB     |
| 2    | Großbritannien     | Robert Nisbet / Terence O’Brien | 7:14,2 min | R2        |

#### Lauf 3
| Rang | Nation          | Athleten                             | Zeit       | Anmerkung |
| ---- | --------------- | ------------------------------------ | ---------- | --------- |
| 1    | Deutsches Reich | Bruno Müller / Kurt Moeschter        | 7:19,4 min | Q         |
| 2    | Niederlande     | Carel van Wankum / Hein van Suylekom | 7:30,2 min | elim,     |

### Hoffnungslauf
Zum Hoffnungslauf dieser Runde waren nur die Briten startberechtigt, da die beiden anderen in Frage kommenden Boote bereits in der ersten Runde den Hoffnungslauf gebraucht hatten.
| Rang | Nation         | Athleten                        | Zeit    | Anmerkung |
| ---- | -------------- | ------------------------------- | ------- | --------- |
| 1    | Großbritannien | Robert Nisbet / Terence O’Brien | Freilos | Q         |

### Halbfinale

#### Halbfinale 1
| Rang | Nation             | Athleten                      | Zeit       | Anmerkung    |
| ---- | ------------------ | ----------------------------- | ---------- | ------------ |
| 1    | Deutsches Reich    | Bruno Müller / Kurt Moeschter | 7:08,2 min | A-Finale, OB |
| 2    | Vereinigte Staaten | Paul McDowell / John Schmitt  | 7:15,6 min | B-Finale     |

#### Halbfinale 2
| Rang | Nation         | Athleten                        | Zeit       | Anmerkung |
| ---- | -------------- | ------------------------------- | ---------- | --------- |
| 1    | Großbritannien | Robert Nisbet / Terence O’Brien | 7:08,6 min | A-Finale  |
| 2    | Italien        | Romeo Sisti / Nino Bolzoni      | 7:16,8 min | B-Finale  |

### Finale

#### B-Finale
| Rang   | Nation             | Athleten                     | Zeit       |
| ------ | ------------------ | ---------------------------- | ---------- |
| Bronze | Vereinigte Staaten | Paul McDowell / John Schmitt | 7:20,4 min |
| 4      | Italien            | Romeo Sisti / Nino Bolzoni   | 7:24,4 min |

#### A-Finale
| Rang   | Nation          | Athleten                        | Zeit       | Anmerkung |
| ------ | --------------- | ------------------------------- | ---------- | --------- |
| Gold   | Deutsches Reich | Bruno Müller / Kurt Moeschter   | 7:06,4 min | OB        |
| Silber | Großbritannien  | Robert Nisbet / Terence O’Brien | 7:08,8 min |           |